# フラットカーカ
フラットカーカ (Flatkaka)は、ライムギで作るアイスランドの無発酵フラットブレッドである。柔らかく、丸く、薄く、特徴的なフライパンの焼き目模様がある。
伝統的に、フラットカーカは、熱い石の上か、残り火の上で直接焼かれた。その後、鋳鉄のフライパンが用いられるようになり、現在は家庭においてはホットプレートでも作られる。市販されるものは小麦粉が加えられるため、厚く、乾燥したものとなり、家庭で作るものとは違いがある。
アイスランドでフラットカーカを焼く伝統は、9世紀のアイスランドへの定住に遡ると考えられている。アイスランドでは穀物が不足していたため、歴史的に、アイスランドゴケ（エイランタイ）が栄養補助として用いられることもあった。
フラットカーカは通常、半分か1/4に切られ、バターかマトンのパテをトッピングし、ハンギキョート、スモークサーモン、酢漬けのニシン等を添えて提供される。